# Runderhorzel
De runderhorzel of runderhorzelvlieg (Hypoderma bovis) is een insect behorend tot de orde tweevleugeligen (Diptera). De naam is gebaseerd op het endoparasitaire stadium van de vlieg; de larven leven namelijk in onderhuidse abcessen bij runderen (hypodermose).

## Kenmerken
Deze soort is roodbruin en heeft een sterke, bruine beharing. De antennae zijn zeer kort. Adulte exemplaren zijn ongeveer 1,5 cm lang en qua grootte vergelijkbaar met een bij.
De verwante soort H. lineatum is slanker en heeft een oranje behaarde achterlijfspunt. Zijn levenscyclus is gelijk aan die van H. bovis.

## Verspreiding en leefgebied
Deze soort komt algemeen voor op het noordelijk halfrond, ook in Nederland.

## Levenscyclus
In het voorjaar en in de zomer legt het wijfje haar eieren op de pootharen van runderen. Wanneer de larven uitkomen dringen ze door de huid en vreten zich een weg door het lichaam. De laatste 3 maanden zit de larve in een voor het rund zeer pijnlijk onderhuids gezwel ("wormbuil" of "vliegbuil") op de rug. Het gezwel heeft een gat naar buiten waarlangs de larve kan ademen en waardoor de larve, wanneer hij rijp is, het lichaam kan verlaten om op de grond te verpoppen. Het popstadium duurt ongeveer anderhalve maand. Het volwassen insect leeft 5 dagen en sterft dan, temeer omdat het wegens het ontbreken van benodigde monddelen niet kan eten.

## Bestrijding
Het lijkt erop dat alleen gezond vee geteisterd wordt door de runderhorzel. In die zin is de aanwezigheid van wormbuilen een indicatie voor de gezondheid van de dieren. Niettemin wordt zo veel mogelijk getracht de runderhorzel te bestrijden omdat ze de huid van een dier volkomen kunnen ontdoen van waarde. Ze beschadigen de huid, verzwakken de koe en doen de melkproductie dalen.